# Marek Arnold

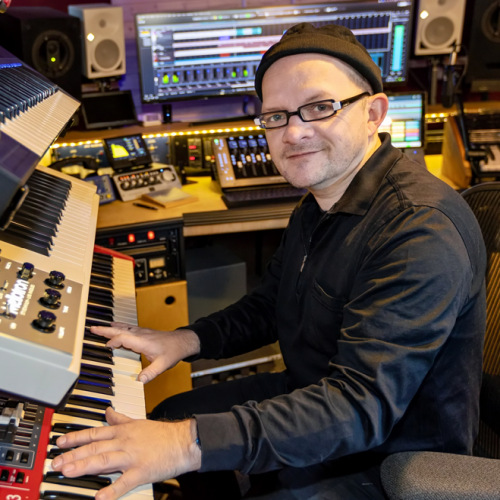

Marek Arnold (* 7. November 1974 in Meerane) ist ein deutscher Saxophonist, Keyboarder, Klarinettist, Komponist, Musikpädagoge und Produzent.

## Karriere
Arnold ist in Bands und Projekten als Komponist und Produzent, vor allem in der Progressiv- und Artrockszene, und als Studio- und Gastmusiker dieser Genres aktiv. Daneben ist er live vor allem mit seiner Easy-Listening Band „Passage“ und gemeinsam mit dem derzeitigen SCM-Sänger Manuel Schmid unterwegs.
Mit seiner ersten eigenen Band Toxic Smile hatte er 2001 einen Majordeal mit BMG Music Publishing, das Album M.A.D. stieg hoch in die südkoreanischen Album-Charts ein, verbunden mit Tour und Airplay in Asien. Bis zur Auflösung im Mai 2018 veröffentlichte die Band neun CDs, EPs und DVDs.
Marek Arnold war parallel mit seinen Bands und internationalen Projekten „Seven Steps To The Green Door“, Cyril, Flaming Row, United Progressive Fraternity, Damanek u. v. a. in der internationalen Progressive-Rock-Szene aktiv, ist auf einer gemeinsamen CD mit Steve Hackett und Jon Anderson sowie als Gastmusiker auf Alben (u. a. von Subsignal, Argos, The Samurai of Prog, Guy Manning, Karibow und anderen) vertreten und tourte mit seinen Bands und australischen und britischen Musikern durch ganz Europa.
Von 2010 bis 2012 war er Mitglied von Stern-Combo-Meissen.
Seit der Gründung des eigenen Studios „B`side-music“ entstanden unzählige CD-Produktionen, Aufnahmen, Arrangements und Auftragskompositionen.
2024 startet er in Zusammenarbeit mit dem Online-Magazin STONE PROG den gleichnamigen Podcast.
Außerdem unterrichtet Marek an einer Jugendkunstschule verschiedene Instrumente, gibt Tonstudiokurse und Bandcoaching.

## Leben
Marek Arnold wuchs in Meerane in Sachsen auf. Er erhielt bereits im Alter von fünf Jahren ersten Blockflötenunterricht und erlernte mit acht Jahren das Klarinettenspiel an der Musikschule Glauchau bei Albert Jäger. Er wurde Mitglied im Jugendblasorchester Meerane, in welchem er bis zum Alter von 15 Jahren musizierte. Mit 15 erlernte er außerdem Saxophon, spielte im Salonorchester Wolfgang Prager und gründete 1992 zusammen mit Udo Rupkalwis und Steffen Würker seine erste Band „Die Herren – das perfekte Chaos“, eine Musikklamaukband, mit welcher er erste öffentliche Auftritte bestritt, u. a. vor dem von Christo verhüllten Reichstag 1995. Parallel dazu begann er, sich mit Synthesizern und dem Atari ST zu beschäftigen und schrieb erste eigene Kompositionen im Bereich elektronischer Musik. 1992 und 1995 wurden Präsentationsfilme des Landkreises Chemnitzer Land mit seiner Musik veröffentlicht.
1994 begann Marek Arnold ein Studium im Fach Popularmusik Saxophon (bei Konrad Körner) und Musikpädagogik an der Hochschule für Musik und Theater Leipzig, welches er 1999 erfolgreich abschloss.
Im Januar 1996 gründete er gemeinsam mit Daniel Zehe (Schlagzeug) die Progressive-Metal-Band Toxic Smile, mit welcher er bis zur Auflösung 2018 7 Alben, eine EP und eine DVD veröffentlicht.
Seit 1997 spielt(e) Marek Arnold bei verschiedenen Bands von Jazz (u. a. Passage, Swing Kon.action), Hip-Hop (Sooshee), Rock (Masslos) bis Metal (Grain of Sand, Testimony).
Gemeinsam mit Ulf Reinhardt (Schlagzeug) und Heiko Rehm (Bass) gründete er 2004 die Progressive-Crossover-Band Seven Steps to the Green Door. Das Debütalbum The Puzzle erschien im August 2006 und gewann den Deutschen Rock- und Poppreis in zwei Kategorien (experimentell/progressive). Bis 2024 veröffentlicht die Band fünf weitere Alben. Auch mit der 2012 gegründeten Progressive Rock – Band „Cyril“ ist Arnold aktiv und veröffentlicht bis 2022 vier Konzeptalben.
Seit 2007 betreibt Arnold ein eigenes Tonstudio, das er neben dem Studio der Freien Jugendkunstschule Waldenburg betreibt, an der er seit 2004 unterrichtet. Er wirkt als Gastmusiker bei verschiedenen Bands und Produktionen mit, veröffentlicht unter dem Studionamen „B`side-music“ eigene Produktionen und produziert für externe Musiker.
Von 2010 bis 2012 war er gemeinsam mit seinen „Toxic Smile“ Bandkollegen Larry B. und Robert Brenner Mitglied der ostdeutschen Artrockband „Stern Combo Meissen“. Nach 24 Jahren veröffentlichte die Stern Combo Meissen 2011 das Studioalbum namens Lebensuhr, zu dem er drei Titel beitrug. Im Juli 2012 verließen alle drei Musiker wegen bandinterner Unstimmigkeiten die Band.
Mit dem neuen Sänger der Stern Combo Meissen, Manuel Schmid, arbeitet Arnold seit 2012 live und im Studio zusammen. So wirkte er an dessen Soloalben mit und schrieb weitere Titel für Stern Combo Meissen. Im Januar 2019 erschien das erste gemeinsame Album Zeiten, 2020 das Stern Meissen-Album Freiheit ist..., für das Marek Arnold sechs Titel (mit)schrieb und coproduzierte. Am 30. September 2022 wurde das zweite gemeinsame Album „ZIELE“ veröffentlicht. Ab 2024 tourte Arnold außerdem mit Dirk Zöllner, Manuel Schmid und Andre Genicke mit dem gemeinsamen Projekt "Die schönsten Balladen aus dem Land vor unserer Zeit", welches sich den anspruchsvolleren Werken von Komponisten und Musikern der ehemaligen DDR widmet, 2025 erschien dazu auch eine Liveveröffentlichung.
2018 begann in Zusammenarbeit mit dem Organisator des Artrockfestivals Reichenbach Uwe Treitinger die Arbeit am „Artrock Project“. Nachdem Marek Arnold zunächst die „Festivalhymne“ namens „Stay“ mit vielen internationalen Gästen realisierte, erschien 2021 die Single Come away with me mit der Sängerin Zeynah und u. a. den Musikern Adam Holzmann, Laurence Cottle, Craig Blundell und Jane Getter. Im Juli 2023 wird das komplette Album unter Mitwirkung von über 50 Gästen, darunter Marco Minnemann, Derek Sherinian und Peter Jones mit dem Namen "Marek Arnolds Artrock Project" beim deutschen Label "Tempus Fugit" veröffentlicht.
Seit Anfang 2024 produziert und moderiert Arnold den deutschsprachigen Podcast "STONE PROG Podcast" für das gleichnamige Online Musikmagazin zum Thema deutscher Progressive Rock.

## Diskografie

### Alben (Auswahl)
- 1993: „Die Herren – das perfekte Chaos“ (MC)
- 1995: Marek Arnold „Pictures“ (MC)
- 2000: Toxic Smile „Madness and despair“ ( F.act-records )
- 2000: „Green Flag Lap“ (CD zum Sachsenring, F.act-records)
- 2001: Toxic Smile „M.A.D.“ (BMG Korea)
- 2002: „Maari sucht die Lebensblume“ (Kinderhörspiel für die deutsche Kinderkrebshilfe)
- 2003: Twin „live in dublin“
- 2004: Testimony „Picadilly circus“
- 2004: Toxic Smile „RetroTox Forte“ (Famous kitchen)
- 2005: Coloured Rain „Celebrate!“
- 2006: Toxic Smile „live at Progparade V“ (DVD, Bootleg)
- 2006: seven steps to the green door „the puzzle“ (F.act-records)
- 2006: Passage „live in München“
- 2006: Toxic Smile „…in classic extension“ (DVD, Bootleg)
- 2007: Passage „Weihnachten mit Passage“
- 2008:  seven steps to the green door „step in 2 my world“ (progrock-records)
- 2009: Toxic Smile „Overdue visit“ (EP, Progressive Promotion Records)
- 2010: gabria „every moment, every minute“ (F.act-records)
- 2011: Toxic Smile „I’m your saviour“ (Progressive Promotion Records)
- 2011: Flaming Row „Elinoire“ (Progressive Promotion Records)
- 2011: seven steps to the green door „THE?BOOK“ (Progressive Promotion Records)
- 2011: Stern Combo Meissen „Lebensuhr“ (Buschfunk)
- 2013: Manning „Margaret`s Children“ (Festival Music)
- 2012: InVertigo „Veritas“ (Progressive Promotion Records)
- 2012: Psychic for radio „standing wave“ (progrock-records)
- 2013: The Pack Reloaded „Never too late“
- 2013: Cyril „gone through years“ (Progressive Promotion Records)
- 2013: „Das Pastafarijahr – wir singen dem Monster ein Lied“
- 2013 Manning „The Root, the leaf and the bone“ (Festival Music)
- 2013: Toxic Smile „7“ (Progressive Promotion Records)
- 2014: Flaming Row „Mirage – A Portrayal of figures“ (Progressive Promotion Records)
- 2014: Stern Meissen „Die grössten Hits – Reihe Super Illu / Musik unserer Generation“ (Sony Music / AMIGA)
- 2014: Manning „Akoustik 2“ (Festival Music)
- 2014: United Progressive Fraternity „Fall in love with the world“ (Inside Out)
- 2015: Project Patchwork „Tales from a hidden dream“
- 2015: Subsignal „The beacons of somewhere sometime“ (ZYX)
- 2015: Argos „A Seasonal Affair“
- 2015: Seven Steps To The Green Door „Fetish“ (Progressive Promotion Records)
- 2015: Toxic Smile „FAREWELL“ (Progressive Promotion Records)
- 2016: Cyril „Paralyzed“ (Progressive Promotion Records)
- 2016: Manuel Schmid „Seelenparadies“ (A&O records)
- 2017 DAMANEK „On Track“ (GEP)
- 2017: Manuel Schmid „Deine Liebe und mein Lied – live“ (A&O records)
- 2018: KariBow „From Here To The Impossible“ (Progressive Promotion Records)
- 2018: Stern Combo Meissen „40 Jahre Weisses Gold“ (Sony Music)
- 2018: Project Patchwork „ReFlection“ (Progressive Promotion Records)
- 2018: The Samurai Of Prog „Archivarium“ (Seacrest Oy)
- 2018: DAMANEK „In Flight“ (GEP)
- 2018: KariBow „The Unchosen“
- 2018: The Samurai of Prog „Omnibus“
- 2018: Argos „Unidentified Dying Objects“
- 2018: Southern Empire „Civilisation“ (GEP)
- 2019: Manuel Schmid und Marek Arnold „Zeiten“ (A&O Records)
- 2019: United Progressive Fraternity „Planetary Overload Part1: Lost“ (GEP)
- 2019: CYRIL „the way through“ (Progressive Promotion Records)
- 2019: seven steps to the green door „THE?LIE“ (Progressive Promotion Records)
- 2019: Flaming Row „The pure shine“ (Progressive Promotion Records)
- 2019: The Samurai of Prog „Yoki No Kaze“  (Seacrest Oy)
- 2020: Marco Bernard & Kimmo Pörsti – „Gulliver“ (Seacrest Oy)
- 2020: Kimmo Pörsti – „Wayfarer“ (Seacrest Oy)
- 2020: Melanie Mau & Martin Schnella „Through the decades“
- 2020: Marco Bernard & Kimmo Pörsti – „La Tierra“ (Seacrest Oy)
- 2020: The Samurai of Prog „Beyond the wardrobe“ (Seacrest Oy)
- 2020: Soul Secret „Blue Light Cage“ (Layered Reality Productions)
- 2020: Stern Meissen „Freiheit ist...“ (A&O records)
- 2021: Tania – „What if I“ (HOFA media)
- 2021: Kimmo Pörsti – „Past and present“ (Seacrest Oy)
- 2021: Argos „The other life“ (Argos Music)
- 2022: CYRIL Amenti´s coin – the secret place pt. II"" (Progressive Promotion Records)
- 2022: Project Patchwork „Ultima Ratio“ (Progressive Promotion Records)
- 2022: Pacha Pörsti „Views from the inner world“ (Seacrest Oy)
- 2022: The Samurai of Prog „Anthem to the phoenix star“ (Seacrest Oy)
- 2022: Manuel Schmid und Marek Arnold „Ziele“ (A&O Records)
- 2023: Marco Bernard „The boy who wouldn't grow up“ (GEP)
- 2023: DAMANEK „Making shore“ (GEP)
- 2023: The Samurai of Prog „The man with the iron mask“ (Seacrest Oy)
- 2023: Subsignal „A Poetry of Rain“ (Gentle At of Music)
- 2023: Southern Empire „Another world“ (GEP)
- 2023: Pacha and Pörsti „sea of mirrors"“ (Seacrest Oy)
- 2023: Marek Arnold’s Artrock Project „Marek Arnold’s Artrock Project“ (Tempus Fugit)
- 2024: The Samurai of Prog „Omnibus 3“ (Seacrest Oy)
- 2024: Jan Kreher „So wie ein Lied“ (Self Release)
- 2024: ARGOS  „Halfway between heaven and mirth“ (Self Release)
- 2024: KARFAGEN „Land of chameleons“ (Self Release)
- 2024: seven steps to the green door „THE?TRUTH“ (Progressive Promotion Records)
- 2024: seven steps to the green door „THE?TRILOGY“ (Progressive Promotion Records)
- 2024: Marek Arnold’s Artrock Project „The Triple EP Collection“ (Tempus Fugit)
- 2025: Dirk Zöllner, Manuel Schmid, Andre Genicke, Marek Arnold „Die schönsten Balladen aus dem Land vor unserer Zeit“ (SPV)

- 2025: Whispers of Granite „Liquid stone“ (Apollon Records)

### Singles
- 2001: Toxic Smile „Daydream“
- 2018: Marek Arnold & the Artrock Project „STAY“
- 2021: Marek Arnold & the Artrock Project feat. Zeynah „Come away with me“
- 2022: Whitecap Music / Manuel Schmid & Marek Arnold „Nebel“
- 2023: Marek Arnolds Artrock Project „STAY“ (EP)
- 2023: Marek Arnolds Artrock Project "Papillon" (EP)
- 2024: Whitecap Music / Marek Arnold / FSDW feat. ZEYNAH „Solar Sounds“